# Dick Fulmine
Dick Fulmine és un personatge i una sèrie de còmics italiana, va ser creat el 1938 per Vincenzo Baggioli als guions i Carlo Cossio als dibuixos. Va gaudir de gran èxit al seu país natal, a Espanya es va publicar amb el nom de Juan Centella i a França com Alain la Foudre.

## Trajectòria editorial
La sèrie es va publicar per primera vegada el 29 de març de 1938 en el segon número d'Albi dell'Audacia amb el títol "La banda del pazzo" de l'Editorial Vittoria. Vincenzo Baggioli era escriptor i periodista esportiu, mentre que Carlo Cossio es va inspirar en el boxejador italià Primo Carnera que va ser campió del mon dels pesos pesats el 1933. Posteriorment es van escriure noves històries altres guionistes i dibuixants, publicades per les editorials Edizioni Juventus, Editrice Vulcania, Cremona Nuova, Edizioni Ippocamo i Casa Editrice Sele
El naixement de Dick Fulmine, es produeix en el moment que al Regne d'Itàlia hi governava el Partit Nacional Feixista de forma dictatorial, substituint la democràtica Cambra de diputats per una autoritària Cambra dels Fasci i de les Corporacions generant entre altres activitats el control i la repressió de l'estat com l'anomenat Ministeri de Cultura Popular, aquest ministeri tenia la funció del control i la censura del paper imprès i del cinema. L'any 1938 el feixisme italià per tal de preservar les seves essències i per evitar qualsevol ingerència estrangera, en el cas del còmic, el Ministeri de Cultura Popular prohibeix d'un dia per l'altre la importació de còmics nord-americans entre d'altres; The Phantom, Flash Gordon o Tim Tyler's Luck  (Jorge y Fernando). Aquest fet va fer que les revistes de còmic es quedessin sense algunes de les sèries mes seguides pels seus lectors.
És en aquest context polític que neix el personatge de Dick Fulmine, un personatge que representa tots els valors de la nova raça, era blanc atlètic amb una força extraordinària i amb un elevat coeficient intel·lectual. Després de la guerra i la caiguda del feixisme, el personatge va reviure de la mà d'altres autors.
A Espanya el va començar a publicar l'editorial Hispano Americana de Ediciones el 1940. El personatge es va adaptar a la ideologia feixista comandada per la dictadura de Franco, va espanyolitzar el nom convertint-se en Juan Centella i es va convertir en un heroi de nacionalitat espanyola. Es va publicar en el format original apaïsat, de la primera sèrie se'n varen publicar 135 números més diversos almanacs entre 1940 i 1946, el 1944 es va publicar una recopilació de la primera sèrie amb portades de Tomàs Porto. Hispano americana en va fer dues edicions més la primera el 1951, en format vertical i la segona el 1955 que va ser l'última.
A França es va publicar per primera vegada el 1939 a la Collection Victoire de l'editorial Sagé, amb el nom d'Alain la Foudre.
Argument
Dick Fulmine, és un policia Italo-Amèrica que combat als malfactors si és el cas sense respectar la llei, en especial si són jueus, negres, o sud-americans. Durant la Segona Guerra Mundial treu el "Dick" del seu nom que li dona connotacions americanes i concentra tots els seus esforços a lluitar contra els espies angloamericans desplaçant-se on faci falta per tal d'aconseguir el seu objectiu; Àfrica, Rússia o Extrem Orient per tal de defensar les tropes de l'eix.